# 클린업 타자
클린업 타자(clean up hitter)는 팀의 4번 타자를 말한다. 동양야구에서는 3, 4, 5번 타자를 뜻한다.

## 클린업 타자

### 3번 타자
팀 내에서 타율이 가장 높고 장타율도 높은 타자이다. 무조건 홈런을 치는 것보다는 고타율을 유지하면서 장타율을 높이는 것이 3번타자의 덕목이다.

### 4번 타자
팀 내에서 최고의 장타율과 클러치 능력, 파워를 가진 타자이며, 타율도 높을수록 좋다. 동양야구에서는 전통적으로 최고의 타자를 여기에 놓는다.

### 5번 타자
주로 장타율이 좋은 타자가 많지만, 팀에 따라 다르다. 다만 공통적으로 중요한 순간 주자를 불러들일 수 있는 클러치 능력이 중요하다. 지명타자를 사용하지 않는 리그에서는 6, 7번에 놓기 마련인 "테이블세터를 볼 수 있는 선수"를 5번에 놓기도 한다.

## 같이 보기
- 테이블 세터